# 月球协定
月球协定（英語： / Moon Agreement），全称为《关于各国在月球和其他天体上活动的协定》（英語：Agreement Governing the Activities of States on the Moon and Other Celestial Bodies），在1979年12月5日联合国大会第八十九次全体会议通过。条约共计21条，于1984年7月11日生效。截至2021年1月有18个参与方，11个签署方。美、俄、中三个具有载人航天能力的国家没有签署，使得这个条约在国际法上的意义几乎不足挂齿。

## 主要內容
1. 和平利用月球
2. 各国平等地自由探索和利用月球
3. 月球及其自然资源均为人类共同继承财产，任何国家不得依据主权要求或通过利用、占领或其他任何方式据为己有
4. 建立管理月球的国际制度

## 外部連結
《关于各国在月球和其他天体上活动的协定》 （页面存档备份，存于）